# Khosro II van Armenië
Khosro II van Armenië (Armeens: Խոսրով Բ) was koning van het Romeinse westelijke deel van Armenië van 279 tot 287.
Toen Armenië in 252 door de Sassaniden was veroverd en zijn vader Tiridates II van Armenië door hen was vermoord, vluchtte Khosro met zijn broer Tiridates naar de Romeinen. De broers moeten toen nog kinderen zijn geweest. Uiteindelijk wordt er in 279 een verdrag tussen Rome en de Sassaniden gesloten waarbij het westelijk deel van Armenië een vazalstaat van Rome wordt. Omdat Khosro de oudste van de twee broers is, wordt hij tot koning gemaakt.
In 287 wordt hij vermoord door een Parthische edelman (aangenomen wordt dat dit in opdracht van de Sassaniden gebeurde) en wordt hij opgevolgd door zijn broer: Tiridates III van Armenië. Khosro's zoon Tiridates is nog een kind en hij vlucht naar de Romeinen. Hij zal zijn oom later opvolgen als Tiridates IV de Grote.